# 2017 في رومانيا
فيما يلي قوائم الأحداث التي وقعت خلال عام 2017 في رومانيا.

## رياضة
- 1 يناير – رومانيا في بطولة العالم للألعاب المائية 2017

## موسيقى

### ألبومات
من الألبومات التي صدرت هذه السنة في رومانيا:
- 1 يناير – نيرفانا من غناء إينا.

## وفيات

### يناير
- 18 يناير – إيون بيسويو (مواليد 1931) ممثل روماني.

### يونيو
- 11 يونيو – غيولا تيليكي (مواليد 1928)

### ديسمبر
- 5 ديسمبر – ميخائيل ملك رومانيا (مواليد 1921) آخر ملوك رومانيا التي تحولت لجمهورية فيما بعد.